# 小谷城 (播磨国)
小谷城（こだにじょう）は、兵庫県加西市北条町小谷にあった日本の城。

## 歴史
赤松義則の養子で赤松満祐の義弟にあたる上原民部大輔祐政が築城したとされる。嘉吉元年（1441年）、嘉吉の乱の時、小谷城を預かっていた赤松直操は龍門寺の禅僧だったが、法衣を甲冑に換え坂本城に駆けつけ、播磨国・但馬国国境の生野峠で戦うが、破れて自害した。
嘉吉の乱での落城後、廃城になったと言われる。
時代が下って、天文年間には宇野氏が居城していたといわれる。遺構からは天正頃まで利用されてきた山城の特徴が指摘されているので、天正年間に播磨や但馬を征伐した織田信長や、別所長治の三木城を攻めた羽柴秀吉によって修築されたと思われる。三木城落城後、秀吉配下の山城宮内少輔忠久により修築されたとも推察されている。

## 概要
小谷地区の北側にある陽松寺の裏手、城山（標高218m）にあった山城。現在、堀・曲輪などが残る。

## アクセス
- 北条鉄道北条町駅より登山口(陽松禅寺)まで徒歩24分。